# The Colonel's Bequest
The Colonel's Bequest è un'avventura grafica sviluppata e pubblicata dalla Sierra On-Line nel 1989 per i sistemi Amiga, Atari ST e MS-DOS. Il videogioco ha avuto un seguito chiamato Laura Bow II: The Dagger of Amon Ra.